# Волшебники (телесериал)
«Волше́бники» (англ. The Magicians) — американский фэнтезийный телесериал, премьера которого состоялась 16 декабря 2015 года на кабельном телеканале Syfy (в качестве специального анонса). Официальная премьера сериала состоялась 25 января 2016 года (было показано сразу два первых эпизода). Шоу основано на одноимённом романе Льва Гроссмана. Майкл Лондон, Джанис Уильямс, Джон Макнамара и Сера Гэмбл стали исполнительными продюсерами.
В марте 2020 года было объявлено, что пятый сезон станет финальным для сериала.

## Сюжет
В сериале рассказывается о судьбе Квентина Колдуотера и его друзей, которые учатся вместе в школе волшебства Брейкбилс. На протяжении 5 сезонов друзья сталкиваются со множеством препятствий, решают квесты, спасают магию и друг друга. Действие первого сезона происходит в школе, во втором сезоне герои открывают для себя волшебный мир Филори и действие частично переносится туда.

## В ролях
= Главная роль в сезоне
     = Второстепенная роль в сезоне
     = Гостевая роль в сезоне
     = Не появляется
| Актёр               | Персонаж              | Появление в сезонах | Появление в сезонах | Появление в сезонах | Появление в сезонах | Появление в сезонах | Появление в сезонах | Появление в сезонах |
| Актёр               | Персонаж              | 1                   | 2                   | 3                   | 4                   | 5                   | Эпизоды             |                     |
| ------------------- | --------------------- | ------------------- | ------------------- | ------------------- | ------------------- | ------------------- | ------------------- | ------------------- |
| Джейсон Ральф       | Квентин Колдуотер     | 13                  | 13                  | 13                  | 13                  |                     | 52                  |                     |
| Стелла Маив         | Джулия Уикер          | 13                  | 13                  | 13                  | 13                  | 13                  | 65                  |                     |
| Оливия Тейлор Дадли | Элис Куин             | 13                  | 11                  | 13                  | 13                  | 13                  | 63                  |                     |
| Хейл Эпплмен        | Элиот Вог             | 13                  | 13                  | 13                  | 12                  | 13                  | 64                  |                     |
| Арджун Гупта        | Уильям (Пенни) Адиёди | 13                  | 13                  | 13                  | 13                  | 13                  | 65                  |                     |
| Саммер Бишил        | Марго Хэнсон          | 10                  | 13                  | 13                  | 13                  | 13                  | 62                  |                     |
| Джейд Тейлор        | Кейди Орлофф-Диас     | 11                  | 10                  | 10                  | 10                  | 10                  | 51                  |                     |
| Рик Уорти           | Генри Фогг            | 7                   | 7                   | 7                   | 10                  | 10                  | 41                  |                     |
| Бриттани Каррен     | Фэн                   | 1                   | 12                  | 10                  | 10                  | 10                  | 42                  |                     |
| Тревор Эйнхорн      | Джош Хоберман         | 2                   | 6                   | 7                   | 10                  | 10                  | 35                  |                     |
| Всего эпизодов      | Всего эпизодов        | 13                  | 13                  | 13                  | 13                  | 13                  | 65                  |                     |

## Разработка и производство
Майкл Лондон приобрёл права на экранизацию книги в 2011 году и планировал снять шоу для канала Fox. Сосценаристы фильма «Люди Икс: Первый класс» Эшли Миллер и Зак Стенц написали сценарий пилотного эпизода, однако ему не дали зелёный свет. Тогда Лондон переработал пилот вместе с Макнамарой и Гэмбл, которые взяли на себя обязанности сценаристов, и канал Syfy заказал его съёмку. Пилотный эпизод снял Майк Кэхилл в Новом Орлеане в конце 2014 года. Syfy заказал первый сезон из тринадцати эпизодов в мае 2015 года, чтобы выпустить его в эфир в январе 2016 года. Макнамара и Гэмбл стали исполнительными продюсерами шоу.
Производство сериала началось 4 августа 2015 года в Ванкувере, а также было объявлено, что Оливия Тейлор Дадли заменила Сози Бэкон в роли Элис Куин. Кроме того стало известно, что Рик Уорти получил роль декана Фогга, Энн Дудек — Перл Сандерленд, а также Эсме Бьянко присоединилась к актёрскому составу.
Syfy выпустил полную первую серию «Волшебников» 16 декабря 2015 года в качестве рекламного хода. Повтор первой серии и премьера второй состоялась 25 января 2016 года.
8 февраля 2016 года сериал был продлён на второй сезон, 12 апреля 2017 года на третий (премьера состоялась 10 января 2018 года) и 28 февраля 2018 года на четвёртый сезон из 13 эпизодов, премьера которого состоялась 23 января 2019 года. В январе 2019 года SyFy сообщил о продлении на пятый сезон, выход которого состоялся 15 января 2020 года. 3 марта 2020 года Syfy объявил, что финал пятого сезона будет одновременно финалом всего сериала.

## Эпизоды
| Сезон | Серии | Серии | Даты показа     | Даты показа     |
| Сезон | Серии | Серии | Первая серия    | Последняя серия |
| ----- | ----- | ----- | --------------- | --------------- |
| 1     | 13    | 13    | 16 декабря 2015 | 11 апреля 2016  |
| 2     | 13    | 13    | 25 января 2017  | 19 апреля 2017  |
| 3     | 13    | 13    | 10 января 2018  | 4 апреля 2018   |
| 4     | 13    | 13    | 23 января 2019  | 17 апреля 2019  |
| 5     | 13    | 13    | 15 января 2020  | 1 апреля 2020   |

## Отзывы критиков
На Rotten Tomatoes первый сезон имеет 74 % «свежести» на основе 46 рецензий со средним рейтингом 6,47/10, но с каждым новым сезоном рейтинги и популярность шоу росли, и уже третий сезон имеет 100 % «свежести» c общим консенсусом «удивительный и дико интересный, третий сезон демонстрирует, что у авторов ещё много способов зачаровать зрителей». Четвёртый сезон, по мнению критиков, уверенно удержал планку в 100 % «свежести», обретая всё более культовый статус. Консенсус критиков гласит, что «четвёртый сезон "Волшебников" будоражит воображение, оживляя сюжет неожиданными и завораживающими поворотами, и всё это смешано с фирменным бойким юмором». В России положительную рецензию на сериал опубликовал журнал «Мир фантастики».